# 藍側鏢鱸
藍側鏢鱸為輻鰭魚綱鱸形目鱸亞目河鱸科的其中一種，分布於美國田納西河上游流域，體長可達6.8公分，棲息在水質清澈、岩石底質的溪流、水塘。